# William Anderson (Theaterleiter)
William Anderson (* 14. Januar 1868 in Bendigo; † 16. August 1940 in Melbourne) war ein australischer Theaterunternehmer.
Der Bergmannssohn verließ mit zehn Jahren die Schule und arbeitete, um seine Familie finanziell zu unterstützen, als Buchhändler und als Plakatekleber beim Royal Princess Theatre. Ab 1889 arbeitete er als Agent der Theaterdirektoren James und Charles MacMahon in Bendigo und zeigte frühzeitig seinen Unternehmergeist, indem er dort eine Rollschuhbahn eröffnete. Um 1893 managte er verschiedene Schauspieltruppen, die nach Bendigo, Ballarat und Geelong kamen, darunter die von Charles Holloway, deren Geschäftsführer er 1895 wurde.
1898 heiratete Anderson Eugenie Duggan, eine Schwester Edmund Duggans, die eine der Hauptdarstellerinnen in Holloway Company war. Wenig später übernahm er die Leitung dieser Company, und 1900 gründete er die Famous Dramatic Organisation. Er leitete nunmehr zwei Companies: die eine (mit Bland Holt als Partner) trat am Theatre Royal in Melbourne und am Lyceum in Sydney auf, die andere tourte durch Australien und Neuseeland.
1906 eröffnete er Wonderland City, einen Vergnügungspark an der Tamarama Bay in Sydney, der als Coney Island Australiens bekannt wurde. 1908 baute er in Melbourne das große King's Theatre, das im Juli eröffnet wurde, und im Folgejahr reiste er nach England, wo  er Olive Wilton und Roy Redgrave für seine Company engagierte.
Auf die Bühnen seiner Theater brachte er Stücke australischer Autoren, darunter  The Squatter's Daughter (1907) und The Man from Outback (1909) von Edmund Duggan und Bert Bailey. Das Melodram The Squatter's Daughter verfilmte er 1910 mit der Originalbesetzung und führte es in seinem neuen  Olympia Theatre in Sydney vor. An den Stücken The Winning Ticket und By Wireless Telegraphy arbeitete er als Coautor von Temple Harrison bzw. Roy Redgrave mit.
1911 musste er Wonderland City nach finanziellen Verlusten schließen, und die Leitung des King's Theatre übergab er an Bailey und Duggan. Vom Ende des Ersten Weltkrieges bis zum Ende der 1920er Jahre leitete er das Prince of Wales Theatre in Adelaide, wo seine Tochter Mary Anderson häufig Hauptrollen übernahm. Der Versuch eines Comebacks am King's Theatre 1929 wurde kein Erfolg. Seine letzten Lebensjahre verbrachte Anderson in Melbourne.